# 山口県道336号東厚保大嶺線
山口県道336号東厚保大嶺線（やまぐちけんどう336ごう ひがしあつおおみねせん）は、山口県美祢市を通る一般県道である。

## 概要
美祢市東厚保町川東から美祢市大嶺町奥分に至る。

### 路線データ
- 起点：美祢市東厚保町川東（山口県道235号豊田前東厚保線交点）
- 終点：美祢市大嶺町奥分（国道435号交点）

## 歴史
- 1976年（昭和51年）8月10日 - 山口県告示第680号により認定される。

## 地理

### 通過する自治体
- 美祢市

### 交差する道路
| 交差する道路                | 交差する場所 | 交差する場所 |
| --------------------------- | ------------ | ------------ |
| 山口県道235号豊田前東厚保線 | 東厚保町川東 | 起点         |
| 国道435号                   | 大嶺町奥分   | 終点         |

### 沿線
- 草井川ゴルフ場